# Војнув Мјестец
Војнув Мјестец (чеш. Vojnův Městec) је насељено мјесто са административним статусом варошице (чеш. městys) у округу Ждјар на Сазави, у крају Височина, Чешка Република.

## Становништво
Према подацима о броју становника из 2014. године насеље је имало 777 становника.